# جون بيكار
جون بيكار (بالإنجليزية: John Picard)‏ هو عازف جاز وعازف بيانو بريطاني، ولد في 17 مايو 1934 في لندن في المملكة المتحدة.

## وصلات خارجية
- جون بيكار على موقع ميوزك برينز (الإنجليزية)
- جون بيكار على موقع أول ميوزيك (الإنجليزية)
- جون بيكار على موقع ديسكوغز (الإنجليزية)